# Spinulotilla
Spinulotilla Bischoff, 1920 — род ос-немок из подсемейства Mutillinae.

## Описание
Африка. У самцов 13-члениковые усики, у самок — 12-члениковые. Самка осы пробирается в чужое гнездо и откладывает яйца на личинок хозяина, которыми кормятся их собственные личинки.

## Систематика
Относится к трибе Mutillini Latreille, 1802.
- Spinulotilla kruegeri (Invrea, 1932) (=Smicromyrme kruegeri) — Северная Африка: Ливия